# Henry Nwosu
Henry Onyemanze Nwosu (né le 14 juin 1963 dans l'état d'Imo au Nigeria) est un footballeur international nigérian, qui évoluait au poste de milieu de terrain, avant de devenir entraîneur.

## Biographie

### Carrière de joueur

#### Carrière en sélection
Avec l'équipe du Nigeria, il joue 60 matchs (pour 8 buts inscrits) entre 1980 et 1991. 
Il figure dans le groupe des sélectionnés lors des CAN de 1980, de 1982, de 1984 et de 1988. Il remporte la compétition en 1980 et s'incline en finale en 1984 et 1988.
Il participe également aux Jeux olympiques de 1980 et de 1988. Il joue deux matchs lors du tournoi olympique de 1980. En revanche, il ne joue aucun match lors du tournoi de 1988.

## Palmarès

### Palmarès en club
| New Nigeria Bank - Championnat du Nigeria (1) : - Champion : 1985. - Coupe de l'UFOA (2) : - Vainqueur : 1983 et 1984. |  | ASEC Mimosas - Championnat de Côte d'Ivoire (1) : - Champion : 1990. - Coupe de Côte d'Ivoire (1) : - Vainqueur : 1990. - Super Coupe Félix Houphouët-Boigny (1) : - Vainqueur : 1990. - Coupe de l'UFOA (1) : - Vainqueur : 1990. |  | RC Bafoussam - Championnat du Cameroun (1) : - Champion : 1992. |

### Palmarès en sélection
Nigeria
- Coupe d'Afrique des nations (1) :
  - Vainqueur : 1980.
  - Finaliste : 1984 et 1988.